# کیتیل اوندست
کیتیل اوندست (انگلیسی: Kjetil Undset؛ زادهٔ ۲۴ اوت ۱۹۷۰) قایقران روئینگ اهل نروژ است.